# Lesbian Adventures
Pour plus de détails, voir Fiche technique et Distribution.
Lesbian Adventures  est une série pornographique américaine de vidéofilms produite par les Studios Sweetheart Video. 
Sweetheart Video, la société de Nica Noelle et de Jonathan Blitt, ne produit que des films lesbiens et ne fait jouer que des vraies lesbiennes ou bisexuelles.
Jusqu'à présent, vingt-cinq volets ont été diffusés. 
Chaque volet comporte quatre scènes où un couple de femmes fait l'amour. 
Le 1er épisode, Lesbian Adventures: Strap-On Specialist, est sorti aux États-Unis le 3 décembre 2008. 
Nica Noelle, la scénariste et productrice, joue elle-même une des scènes de Lesbian Adventures: Victorian Love Letters en duo avec Nina Hartley, également productrice et féministe pro-sexe. 
En 2011, Lesbian Adventures: Wet Panties, le 6e volet, a gagné un AEBN Award en tant que Best Lesbian Movie (meilleur film lesbien). 
Le scénario des deux derniers épisodes a été écrit respectivement par James Avalon et par Dana Vespoli.

## Liste des films
Ce sont tous des films couleurs et la langue utilisée est l'anglais.

### Strap-On Specialist 01
- Lesbian videos on Adventures: Str weap-On Specialist 0101
  - Réalisation et scénario : Nica Noelle
  - Durée : 153 minutes
  - Date de sortie : 3 décembre 2008  États-Unis
  - Distribution :
    - scène 1 : Annabelle Lee et Nina Hartley
    - scène 2 : Michelle Lay et Zoe Britton
    - scène 3 : Ann Marie Rios et Samantha Ryan
    - scène 4 : Aubrey Addams et Kylie Ireland

- Lesbian Adventures: Strap-On Specialists 02
  - Réalisation et scénario : Nica Noelle
  - Durée : 137 minutes
  - Date de sortie : 8 décembre 2010  États-Unis
  - Distribution :
    - scène 1 : Samantha Ryan et Sarah Blake
    - scène 2 : Chastity Lynn et Michelle Lay
    - scène 3 : Allie Haze et Veronica Avluv
    - scène 4 : Kat Skills et Zoey Holloway

- Lesbian Adventures: Strap-On Specialists 03
  - Réalisation et scénario : Nica Noelle
  - Durée : 118 minutes
  - Date de sortie : 28 septembre 2011  États-Unis
  - Distribution :
    - scène 1 : Kara Price et Sinn Sage
    - scène 2 : Asa Akira et Autumn Moon
    - scène 3 : Annie Cruz et Roxanne Hall
    - scène 4 : Dana DeArmond et Sincerre LeMore

- Lesbian Adventures: Strap-On Specialists 04
  - Réalisation et scénario : James Avalon
  - Durée : 137 minutes
  - Date de sortie : 2012  États-Unis
  - Distribution :
    - scène 1 : Aiden Starr et Leilani Leeanne
    - scène 2 : Dana DeArmond et Dani Daniels
    - scène 3 : Hayden Winters et Kara Price
    - scène 4 : Kami Li et Sinn Sage

- Lesbian Adventures: Strap-On Specialists 05
  - Réalisation et scénario : Dana Vespoli
  - Durée : 133 minutes
  - Date de sortie : 2012  États-Unis
  - Distribution :
    - scène 1 : Kristina Rose et Sovereign Syre
    - scène 2 : Samantha Ryan et Sinn Sage
    - scène 3 : Dana Vespoli et Maddy O'Reilly
    - scène 4 : Jada Stevens et Nina Hartley

- Lesbian Adventures: Strap-On Specialists 06
  - Réalisation et scénario : Dana Vespoli
  - Durée : 126 minutes
  - Date de sortie : 2014  États-Unis
  - Distribution :
    - scène 1 : Bonnie Rotten et Bailey Blue
    - scène 2 : Jodi Taylor et Lia Lor
    - scène 3 : Chloe Foster et Aiden Starr
    - scène 4 : Lea Lexis et Ash Hollywood

- Lesbian Adventures: Strap-On Specialists 07
  - Réalisation et scénario : Dana Vespoli
  - Durée : 129 minutes
  - Date de sortie : 2014  États-Unis
  - Distribution :

  1. Queer Studies : Anikka Albrite et Sinn Sage
  2. Book Club : Dani Daniels et Lola Foxx
  3. Conflict Of Interest : Phoenix Marie et Dana Vespoli
  4. That's Just A Toy I Have : Sara Luvv et London Keyes

- Lesbian Adventures: Strap-On Specialists 08
  - Réalisation et scénario : Dana Vespoli
  - Durée : 111 minutes
  - Date de sortie : 2015  États-Unis
  - Distribution :
    - scène 1 : Sovereign Syre et Ashlyn Molloy
    - scène 2 : Carter Cruise et Dakota Skye
    - scène 3 : Keisha Grey, Dana DeArmond et Shyla Jennings
    - scène 4 : Veruca James et Vicki Chase

- Lesbian Adventures: Strap-On Specialists 09
  - Réalisation et scénario : Dana Vespoli
  - Durée : 118 minutes
  - Date de sortie : 2015  États-Unis
  - Distribution :
    - scène 1 : Abella Danger et A.J. Applegate
    - scène 2 : Georgia Jones et Chastity Lynn
    - scène 3 : Morgan Lee et Elexis Monroe
    - scène 4 : Karlie Montana et Jelena Jensen

- Lesbian Adventures: Strap-On Specialist 10
  - Réalisation et scénario : Dana Vespoli
  - Durée en minutes : ?
  - Date de sortie : 2016  États-Unis
  - Distribution :
    - scène 1 : Mercedes Carrera et Karlee Grey
    - scène 2 : Aiden Starr et Janice Griffith
    - scène 3 : Aria Alexander et Dana Vespoli
    - scène 4 : Sara Luvv et Nina Hartley

- Lesbian Adventures: Strap-On Specialist 11
  - Réalisation et scénario : Dana Vespoli
  - Durée en minutes : ?
  - Date de sortie : 2017  États-Unis
  - Distribution :
    - scène 1 : Dana Vespoli et Maddy O'Reilly
    - scène 2 : Jenna Sativa et Lily LaBeau
    - scène 3 : Brandi Love et Peta Jensen
    - scène 4 : Chanel Preston et Veruca James

- Lesbian Adventures: Strap-On Specialist 12: School Girls
  - Réalisation et scénario :
  - Durée en minutes ?
  - Date de sortie : 2017  États-Unis
  - Distribution :
    - scène 1 : Angel Smalls et Bridgette B
    - scène 2 : Elena Koshka et
    - scène 3 : Ella Knox et Brooke Haze
    - scène 4 : Mona Wales et Zoe Clark

- Lesbian Adventures: Strap-On Specialist 13
  - Réalisation et scénario : Dana Vespoli
  - Durée : 90 minutes
  - Date de sortie : 2018  États-Unis
  - Distribution :
    - scène 1 : Cherie DeVille et Britney Light
    - scène 2 : Abella Danger et Mindi Mink
    - scène 3 : Dana DeArmond et Sofi Ryan
    - scène 4 : Sarah Vandella et Dolly Leigh

- Lesbian Adventures: Strap-On Specialist 14
  - Réalisation et scénario : Dana Vespoli
  - Durée :
  - Date de sortie : 2018  États-Unis
  - Distribution :
    - scène 1 : Jane Wilde et Joanna Angel
    - scène 2 : Sinn Sage et Aali Kali
    - scène 3 : Dana Vespoli et Jessa Rhodes
    - scène 4 : Mercedes Carrera et Moka Mora

### Older Women, Younger Girls
- Lesbian Adventures: Older Women, Younger Girls 1
  - Réalisation et scénario : Nica Noelle
  - Durée : 148 minutes
  - Date de sortie : 25 février 2009  États-Unis
  - Distribution :
    - scène 1 : Melissa Monet et Mina Meow
    - scène 2 : Savannah James et Rachel Steel
    - scène 3 : Darien Ross et Jordan Bliss
    - scène 4 : Aubrey Addams et Rachel Steel

- Lesbian Adventures: Older Women, Younger Girls 2
  - Réalisation et scénario : Dana Vespoli
  - Durée : 110 minutes
  - Date de sortie : 2012  États-Unis
  - Distribution :
    - scène 1 : Dani Daniels et Julia Ann
    - scène 2 : Jessie Andrews et Nina Hartley
    - scène 3 : Leilani Leeanne et Magdalene St. Michaels
    - scène 4 : Karlie Montana et Kate Kastle

- Lesbian Adventures: Older Women, Younger Girls 3
  - Réalisation et scénario : Dana Vespoli
  - Durée : 139 minutes
  - Date de sortie : 2013  États-Unis
  - Distribution :
    - scène 1 : Dana Vespoli et Remy LaCroix
    - scène 2 : Amber Michaels et Maddy O'Reilly
    - scène 3 : Mia Gold et Magdalene St. Michaels
    - scène 4 : Chastity Lynn et Nicky Hunter

- Lesbian Adventures: Older Women, Younger Girls 4
  - Réalisation et scénario : Dana Vespoli
  - Durée : 115 minutes
  - Date de sortie : 2014  États-Unis
  - Distribution : 
    - scène 1 : Riley Reid et Sovereign Syre
    - scène 2 : Ela Darling, Tanya Tate
    - scène 3 : Julia Ann et Raven Rockette
    - scène 4 : Casey Calvert et  India Summer

- Lesbian Adventures: Older Women, Younger Girls 5
  - Réalisation et scénario : Nica Noelle
  - Durée : 130 minutes
  - Date de sortie : 2014  États-Unis
  - Distribution :
    - scène 1 : The Maid's Daughter - Darla Crane et Lola Foxx
    - scène 2 : It's Mine - Zoey Holloway et Alina Li
    - scène 3 : You Need To Eat A Sandwich - Veronica Avluv et Pepper Kester
    - scène 4 : The Nanny's Necklace - Alana Evans et Penny Pax

- Lesbian Adventures: Older Women, Younger Girls 6
  - Réalisation et scénario : Dana Vespoli
  - Durée : 116 minutes
  - Date de sortie : 2014  États-Unis
  - Distribution :
    - scène 1 : Dana DeArmond et Carter Cruise
    - scène 2 : Sara Luvv et Dana Vespoli
    - scène 3 : Ava Addams et Zoey Monroe
    - scène 4 : Janice Griffith et Eva Karera

- Lesbian Adventures: Older Women, Younger Girls 7
  - Réalisation et scénario : Dana Vespoli
  - Durée : 102 minutes
  - Date de sortie : 2015  États-Unis
  - Distribution :
    - scène 1 : Julia Ann et Jodi Taylor
    - scène 2 : Samantha Bentley et Magdalene St. Michaels
    - scène 3 : Jessie Andrews et Mercedes Carrera
    - scène 4 : Yhivi et Shay Fox

- Lesbian Adventures: Older Women et Younger Girls 8
  - Réalisation et scénario : Dana Vespoli
  - Durée : 128 minutes
  - Date de sortie : 2015  États-Unis
  - Distribution :
    - scène 1 : Casey Calvert et Jaclyn Taylor
    - scène 2 : Julia Ann et Sara Luvv
    - scène 3 : Kenna James et Kirsten Price
    - scène 4 : Aria Alexander et Kendra Lust

- Lesbian Adventures: Older Women et Younger Girls 9
  - Réalisation et scénario : Dana Vespoli
  - Durée : 110 minutes
  - Date de sortie : 2016  États-Unis
  - Distribution :
    - scène 1 : Dana DeArmond et Melissa Moore
    - scène 2 : Abella Danger et Elexis Monroe
    - scène 3 : Megan Rain et Sinn Sage
    - scène 4 : Daisy Ducati et Jaclyn Taylor

- Lesbian Adventures: Older Women et Younger Girls 10
  - Réalisation et scénario : Dana Vespoli
  - Durée : ? minutes
  - Date de sortie : 2016  États-Unis
  - Distribution :
    - scène 1 : Sarah Banks et Sovereign Syre
    - scène 2 : Alexis Fawx et Yhivi
    - scène 3 : Brandi Love et Joseline Kelly
    - scène 4 : Brandi Love et Sara Luvv

- Lesbian Adventures: Older Women et Younger Girls 11
  - Réalisation et scénario : Dana Vespoli
  - Durée : 113 minutes
  - Date de sortie : 2017  États-Unis
  - Distribution :
    - scène 1 : Elsa Jean et Jasmine Jae
    - scène 2 : Brandi Love et Karlee Grey
    - scène 3 : Casey Calvert et Nina Elle
    - scène 4 : Anna de Ville et Sarah Vandella

- Lesbian Adventures: Older Women et Younger Girls 12
  - Réalisation et scénario : Dana Vespoli
  - Durée : ? minutes
  - Date de sortie : 2018  États-Unis
  - Distribution :
    - scène 1 : Julia Ann et Britney Light
    - scène 2 : Maya Kendrick et Alexis Fawx
    - scène 3 : Dana DeArmond et Alina Lopez
    - scène 4 : Sabina Rouge et Alexis Fawx

### Wet Panties
- Lesbian Adventures: Wet Panties
  - Réalisation et scénario : Nica Noelle
  - Durée : 131 minutes
  - Date de sortie : 12 mai 2010  États-Unis
  - Distribution :
    - scène 1 : Andy San Dimas et Samantha Ryan
    - scène 2 : Alyssa Reece et Avy Scott
    - scène 3 : Layla Exx et Sinn Sage
    - scène 4 : Melissa Monet et Wendy Breeze

  - Award : AEBN Award – Best Lesbian Movie

- Lesbian Adventures: Wet Panties Trib 1
  - Réalisation et scénario : Nica Noelle
  - Durée : 146 minutes
  - Date de sortie : 13 juillet 2011  États-Unis
  - Distribution :
    - scène 1 : Amber Chase et Sinn Sage
    - scène 2 : Jessie Andrews et Natasha Nice
    - scène 3 : Alexis Texas et Zoe Voss
    - scène 4 : Isis Taylor et Sinn Sage

- Lesbian Adventures: Wet Panties Trib 2
  - Réalisation et scénario : Nica Noelle
  - Durée : 172 minutes
  - Date de sortie : 25 janvier 2012  États-Unis
  - Distribution :
    - scène 1 : Aiden Starr et Taylor Vixen
    - scène 2 : Natasha Nice et Samantha Ryan
    - scène 3 : Bobbi Starr et Lily LaBeau
    - scène 4 : Gracie Glam et Sinn Sage

- Lesbian Adventures: Wet Panties Trib 3
  - Réalisation et scénario : Dana Vespoli
  - Durée : 145 minutes
  - Date de sortie : 2012  États-Unis
  - Distribution :
    - scène 1 : Sinn Sage et Celeste Star
    - scène 2 : Sinn Sage et Dani Daniels
    - scène 3 : Sinn Sage et Francesca Le
    - scène 4 : Sinn Sage et Vicki Chase

- Lesbian Adventures: Wet Panties Trib 4
  - Réalisation et scénario : Dana Vespoli
  - Durée : 124 minutes
  - Date de sortie : 2013  États-Unis
  - Distribution :
    - scène 1 : Aiden Ashley et Sinn Sage
    - scène 2 : Dana DeArmond et Celeste Star
    - scène 3 : Anikka Albrite et Jessie Andrews
    - scène 4 : Justine Joli et Karlie Montana

- Lesbian Adventures: Wet Panties Trib 5, All Teen Edition
  - Réalisation et scénario : Dana Vespoli
  - Durée : 130 minutes
  - Date de sortie : 2013  États-Unis
  - Distribution :
    - scène 1 : Jodi Taylor et Tia Cyrus
    - scène 2 : Chloe Foster et Lia Lor
    - scène 3 : Chrissy Nova et Katie St. Ives
    - scène 4 : Raven Rockette et Riley Reid

- Lesbian Adventures: Wet Panties Trib 6, White Cotton Panties
  - Réalisation et scénario : Dana Vespoli
  - Durée : 115 minutes
  - Date de sortie : 2014  États-Unis
  - Distribution :
    - scène 1 : Casey Calvert et Pepper Kester
    - scène 2 : Lola Foxx et Belle Noire
    - scène 3 : Zoey Monroe et Penny Pax
    - scène 4 : Miley May et Courtney Shea

- Lesbian Adventures: Wet Panties Trib 7, Wet Cotton Panties
  - Réalisation et scénario : Dana Vespoli
  - Durée : 102 minutes
  - Date de sortie : 2015  États-Unis
  - Distribution :
    - scène 1 : Presley Hart et Aidra Fox
    - scène 2 : Samantha Rone et Jodi Taylor
    - scène 3 : Amirah Adara et Sara Luvv
    - scène 4 : Jessie Andrews et Abella Danger

- Lesbian Adventures: Wet Panties Trib 8, White Cotton Panties
  - Réalisation et scénario : Dana Vespoli
  - Durée : ? minutes
  - Date de sortie : 2018  États-Unis
  - Distribution :
    - scène 1 : Abigail Mac et Athena Faris
    - scène 2 : Gia Derzat Reagan Foxx
    - scène 3 : Whitney Wright et Silvia Saige
    - scène 4 : Aidra Fox et Ivy Lebelle

### Autres titres
- Lesbian Adventures: I Love to Trib
  - Réalisation et scénario : Nica Noelle
  - Durée : 143 minutes
  - Date de sortie : 12 août 2009  États-Unis
  - Distribution :
    - scène 1 : Amber Chase et April O'Neil
    - scène 2 : Anna Stevens et Savannah James
    - scène 3 : Heather Silk et Zoe Britton
    - scène 4 : Savannah James et Georgia Jones

- Lesbian Adventures: Lingerie Dreams
  - Réalisation et scénario : Nica Noelle
  - Durée : 127 minutes
  - Date de sortie : 22 juillet 2009  États-Unis
  - Distribution :
    - scène 1 : Savannah James et Mia Presley
    - scène 2 : Darryl Hanah et Satine Phoenix
    - scène 3 : Diane DeLuna et Heather Carolin
    - scène 4 : Puma Swede et Stephanie Swift

- Lesbian Adventures: Victorian Love Letters
  - Réalisation et scénario : Nica Noelle
  - Durée : 125 minutes
  - Date de sortie : 28 octobre 2009  États-Unis
  - Distribution :
    - scène 1 : Magdalene St. Michaels et Nicole Ray
    - scène 2 : Annabelle Lee et Melissa Monet
    - scène 3 : Julia Ann et Zoe Britton
    - scène 4 : Nica Noelle et Nina Hartley

## Récompenses et nominations
- 2016 AVN Award winner – Best Older Woman/Younger Girl Movie – Lesbian Adventures: Older Women, Younger Girls 6[1]
- 2011 AEBN Award – Best Lesbian Movie – Lesbian Adventures: Wet Panties[2]
- 2011 AVN Award nominee – Best All-Girl Series – Lesbian Adventures[3]
- 2011 XBIZ Award nominee – Gonzo Series of the Year – Lesbian Adventures[4]
- 2010 AVN Award nominee – Best All-Girl Series – Lesbian Adventures[5]